# Paraninoe fusca
Paraninoe fusca är en ringmaskart som först beskrevs av Moore 1911.  Paraninoe fusca ingår i släktet Paraninoe och familjen Lumbrineridae. Inga underarter finns listade i Catalogue of Life.